# Marcus Andersson
Marcus Andersson (ur. 10 lipca 1974 w Visby) – szwedzki żużlowiec.
Złoty medalista indywidualnych mistrzostw Szwecji młodzików (1988). Srebrny medalista młodzieżowych indywidualnych mistrzostw Szwecji (Eskilstuna 1994). Finalista indywidualnych mistrzostw Szwecji (Norrköping 1999 – jako zawodnik rezerwowy). Brązowy medalista drużynowych mistrzostw Szwecji (2004).
Reprezentant Szwecji na arenie międzynarodowej. Uczestnik półfinału indywidualnych mistrzostw świata juniorów (Piła 1995 – XII miejsce). Wielokrotny uczestnik eliminacji indywidualnych mistrzostw świata (najlepszy wynik: 1993 – XVII miejsce w końcowej klasyfikacji finału szwedzkiego).
W lidze szwedzkiej reprezentował barwy klubów: Bysarna Visby (1990–1991, 1994–2004), Griparna Nyköping (1992–1993), Indianerna Kumla (2000), Brassarna Nässjö (2001), Dackarna Målilla (2001–2004), Team Hogland (2002), Vargarna Norrköping (2002), Luxo Stars Målilla (2004) oraz Vikingarna Örebro (2005), natomiast w brytyjskiej – Poole Pirates (1996), Edinburgh Monarchs (1998) oraz Eastbourne Eagles (2001).